# سفلاق
قرية سفلاق هي إحدى القرى التابعة لمركز ساقلتة بمحافظة سوهاج في جمهورية مصر العربية. حسب إحصاءات سنة 2006، بلغ إجمالي السكان في سفلاق 27736 نسمة، منهم 14488 رجل و13248 امرأة.